# Стасишин Юрій Олексійович
Юрій Олексійович Стасишин (нар. 13 липня 1960, Українська РСР) — радянський та український футбольний тренер.

## Кар'єра тренера
У 1991—1993 роках допомогав тренувати «Ниву» (Тернопіль), а після цього очолював чортківський «Кристал». У 1994 році працював у тренерському штабі «Буковини», а з вересня й до кінця 1994 року виконував обов'язки головного тренера чернівецького клубу.